# 周志俊
周志俊（1898年—1990年6月），字明焯，男，安徽东至人，中国实业家、政治人物，曾任山东省政协副主席，山东省人大常委会副主任，第五、六届全国政协委员。

## 生平
1918年，周志俊的父亲周学熙开始筹办青岛华新纱厂。周学熙為了向美国美兴公司订购机器设备，讓周志俊担任翻译。之後又讓周志俊全面负责青岛华新纱厂。
七七事變後，周志俊把青岛华新纱厂的机械设备移到上海，並在上海創辦“三信”（信和、信孚、信义）、“三新”（新安、新成、新业）工厂。中國抗日戰爭時期，周志俊用200辆卡车运送纱布和战略物资支援大后方。1950年，周志俊向中國人民志愿军捐献一架飞机。1954年，周志俊将包括信和纱厂在內的全部企業实行公私合营。1956年，周志俊提出放弃上百万定息。1990年，周志俊病逝，享年92岁。

## 家庭
祖父周馥，父亲周学熙，兄周明泰，弟周明夔、周明恩、周明谦（早殇）。